# Bolesław (gmina w powiecie olkuskim)
Bolesław (do 2 kwietnia 1991 gmina Bukowno) – gmina wiejska w województwie małopolskim, w powiecie olkuskim. W latach 1975–1998 gmina położona była w województwie katowickim.
Siedziba gminy to Bolesław.
Według danych z 30 czerwca 2024 r. gminę zamieszkiwało 7516 osób.

## Struktura powierzchni
Według danych z 2002 r. gmina Bolesław ma obszar 41,42 km², w tym:
- użytki rolne: 82%
- użytki leśne: 2%

Gmina stanowi 6,66% powierzchni powiatu.

## Demografia

### Ludność
Dane z 30 czerwca 2004 r.:
| Opis                              | Ogółem | Ogółem | Kobiety | Kobiety | Mężczyźni | Mężczyźni |
| --------------------------------- | ------ | ------ | ------- | ------- | --------- | --------- |
| jednostka                         | osób   | %      | osób    | %       | osób      | %         |
| populacja                         | 7842   | 100    | 4052    | 51,7    | 3790      | 48,3      |
| gęstość zaludnienia (mieszk./km²) | 189,3  | 189,3  | 97,8    | 97,8    | 91,5      | 91,5      |

### Piramida wieku
(Stan na 31 grudnia 2023 roku)

## Sołectwa
Bolesław, Hutki, Krążek, Krzykawa, Krzykawka, Krze, Kolonia (dawniej Ujków Nowy Kolonia), Laski, Małobądz, Międzygórze, Podlipie, Ujków Nowy.
Pozostałe miejscowości: Posada, Ujków Stary.

## Kościoły i związki wyznaniowe
- Kościół Polskokatolicki: Bolesław (parafia Bożego Ciała), Małobądz (parafia św. Barbary)
- Kościół rzymskokatolicki: Bolesław, Krzykawa
- Świadkowie Jehowy: Sala Królestwa Krążek (zbór: Bolesław)[7][8][9]
- Świecki Ruch Misyjny „Epifania” – zbór w Cegielni

## Sąsiednie gminy
Bukowno, Dąbrowa Górnicza, Klucze, Olkusz, Sławków

## Atrakcje turystyczne
- Staropolski dworek w Krzykawce
- Staropolski dworek w Bolesławiu
- Polana płk. Francesco Nullo
- Pomnik płk. Francesco Nullo
- Zamczyska
- Skałka w Laskach